# Parade's End

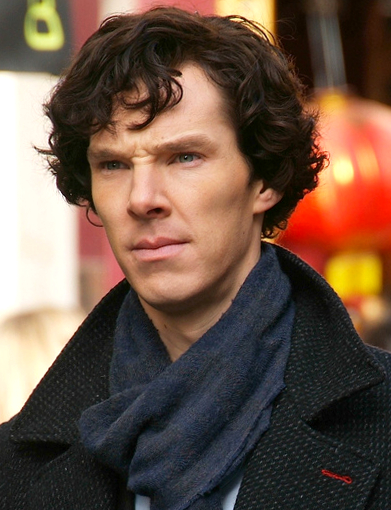
Hoofdrolspeler Benedict Cumberbatch.

Parade’s End is een coproductie van de BBC, HBO en de VRT - waarvan de eerste aflevering te zien was op 24 augustus 2012, BBC 2. Deze vijfdelige reeks - met een budget van € 14,5 miljoen - is gebaseerd op de tetralogie van de Engelse schrijver Ford Madox Ford (1873-1939). Het scenario is van Tom Stoppard, de producer is David Parfitt en de regisseur is Susanna White
Vlaamse productiepartners zijn Anchorage Entertainment, Eén, BNP Paribas Fortis Film Fund, Galaxy Studios, Mollywood en VAF/Location Flanders.
De soundtrack is gecomponeerd door Dirk Brossé.

## Eerste Wereldoorlog
Dit historisch drama situeert zich tussen het einde van het Edwardiaans tijdperk en dat van de Eerste Wereldoorlog, waar naast de feiten tevens de veranderde tijdsgeest tot leven wordt gebracht.
Centraal in het verhaal staat de aristocraat Christopher Tietjens (Benedict Cumberbatch) in een driehoeksverhouding met zijn echtgenote Sylvia (Rebecca Hall) en de suffragette Valentine Wannop (Adelaide Clemens). Een deel van de opnames gebeurt in België, op locaties in Nieuwpoort (Villa Hurlebize), Aalter (Kasteel van Poeke), Veurne (kasteel Sinte-Flora in de Moeren) en Vorselaar in het kasteel de Borrekens.
De soundtrack wordt gecomponeerd door de Belgische orkestleider Dirk Brossé. Enkele Vlaamse acteurs - zoals Hilde Heijnen, Jurgen Delnaet, Pierre Van Heddegem, Mathias Vergels en Leslie De Gruyter - verlenen hun medewerking aan deze serie.
Parade's End werd vanaf 12 maart 2013 uitgezonden bij de VRT in België. Deze fictiereeks paste in een breder aanbod van programma's die gepland waren naar aanleiding van de 100ste verjaardag van het begin van de Eerste Wereldoorlog.